# 밍추안 대학교 FC
밍추안 대학교 FC는 타이완의 축구단이다. 현재 타이완 2부리그에 참가하고 있다.